# Aymara (sprog)
Aymara er et aymaransk sprog, som tales af aymaraerne i Andesbjergene, de fleste af dem i Bolivia og Peru, men også i Chile. Sammen med quechua og spansk er det officielt i Bolivia og dele af Peru. Det er et af få indianersprog, som tales af mere end én million mennesker.
- Wikimedia Commons har flere filer relateret til Aymara (sprog)

| Sprog | Spire Denne artikel om sprog er en spire som bør udbygges. Du er velkommen til at hjælpe Wikipedia ved at udvide den. |